# Polyclinique de l'Anse Vata
La polyclinique de l'Anse Vata était un petit établissement hospitalier privé de Nouméa en Nouvelle-Calédonie, surtout connu pour sa maternité. Située sur l'Anse Vata, au bord de la mer, elle était constituée de plusieurs pavillons en préfabriqué construits par les Américains durant la Seconde Guerre mondiale. En effet, ce qui s'appelait à l'origine le Naval Mobile Hospital n°5 (généralement appelé 5 Mob Hospital), puis le 105th Fleet Hospital, a été construit par les Américains du corps expéditionnaire commandé par le général Patch sur l'Anse Vata, juste en face du quartier général du général (surnommé d'ailleurs le Pentagone). En février 1945, les Américains ont quitté la Nouvelle-Calédonie et le 105th Fleet Hospital a alors été réorganisé pour devenir la polyclinique de l'Anse Vata. Celle-ci ouvre en novembre 1947 à l'initiative des docteurs Sylvio Tiburzio, chirurgien et médecin des sports, et Edmond Caillard, rejoints deux ans plus tard par le docteur François Guégan. Elle disposait, fin 2004, de 34 lits, puis de 38 lits en 2010. 
En 2011, un projet de regroupement avec la clinique Magnin et la clinique de la Baie des Citrons est entériné par le gouvernement de la Nouvelle-Calédonie. Les locaux de cette nouvelle clinique sont construits sur la presqu’île de Nouville et l'établissement hospitalier, baptisé clinique Kuindo-Magnin, ouvre ses portes le 25 septembre 2018. Le 28 septembre de cette même année, le bloc opératoire de la polyclinique de l'Anse-Vate ferme définitivement ses portes.

## Source
1. ↑  [PDF] « Hommes de cœur : une mémoire de la santé calédonienne », Ville de Nouméa, 2007, p. 18-19.
2. ↑  [PDF].
3. ↑  [PDF] .
4. ↑  « Les cliniques regroupées à Nouville en 2015 », sur Gouvernement de la Nouvelle-Calédonie, 1er février 2016 (consulté le 14 février 2021)
5. ↑  « La clinique prête à déménager », sur DNC.NC, 6 septembre 2018 (consulté le 14 février 2021)
6. ↑  « La clinique Kuindo-Magnin a accueilli ses premiers patients », sur Nouvelle-Calédonie la 1ère (consulté le 14 février 2021)